# Luly Bossa
Luz Helena Bossa Brieva (Barranquilla , 14 de mayo de 1964) más conocida como Luly Bossa, es una actriz colombiana de ascendencia italiana que ha participado en telenovelas como 5 viudas sueltas, El Zorro: la espada y la rosa, El baile de la vida, Isabel me la veló, Morena Clara, entre muchas otras.

## Trayectoria
Nació en Cartagena, Colombia, el 14 de mayo de 1965, pero fue criada en Barranquilla e hizo parte de la selección de Voleibol de su departamento.
En 1984 estuvo en busca de ser la sucesora de Susana Caldas Lemaitre, por la corona departamental de Señorita Bolívar, la cual Sandra Borda obtuvo este título. A los 23 años hizo su debut en la televisión Colombiana al protagonizar la serie de TV Navarro, dirigida por Carlos Duplat junto al fallecido Carlos Muñoz, Luis Eduardo Ardila y Germán Escallón. 
En 1992, la actriz posó semi desnuda en estado de embarazo para la portada de una revista de circulación nacional, emulando a la actriz norteamericana Demi Moore.
Luly Bossa vio su vida privada afectada a finales de la década de los 90 debido a la polémica por la publicación sin autorización de un vídeo íntimo.
Participó en la telenovela La U, El cuento del domingo, Azúcar, La posada, Ana de Negro, El hijo de Nadia, Herencia maldita, Amor sin fronteras, La sombra del deseo, La dama del pantano, Tiempos difíciles, Tabú, Isabel me la veló, La lectora, Las noches de Luciana, El baile de la vida y Por amor a Gloria. Además de su trabajo televisivo, incursionó en el cine con la película El carro. Sus más recientes participaciones fueron en las telenovelas Amores de mercado, El Zorro: la espada y la rosa, La teacher de inglés, 5 viudas sueltas y Esmeraldas.

## Filmografía

### Televisión
| Año       | Título                        | Personaje                     | Rol                    | Canal                    |
| --------- | ----------------------------- | ----------------------------- | ---------------------- | ------------------------ |
| 1985      | La U                          |                               | Reparto                | RTI Producciones         |
| 1987      | Navarro                       |                               | Protagonista           | Colombiana de Televisión |
| 1988      | Décimo Grado                  |                               | Reparto                | Cenpro Televisión        |
| 1988      | Deseos                        |                               | Varios papeles         | Do Re Creativa Tv        |
| 1988      | La posada                     | María del Rosario Salcedo     | Reparto                | Cadena Uno               |
| 1989      | Azúcar                        | Ana Julia Belden              | Protagonista           | Canal RCN                |
| 1990      | El cuento del domingo         | Invitada especial             | Episodio "El círculo"  | RTI Producciones         |
| 1990      | Gitana                        | Celeste                       | Reparto                | Jorge Barón Televisión   |
| 1991      | Ana de Negro                  | Ana                           | Protagonista           | RTI Producciones         |
| 1991      | Herencia maldita              |                               | Reparto                | RTI Producciones         |
| 1992      | Amor sin fronteras            | Victoria Mayo                 | Protagonista           | Cadena Dos               |
| 1994      | Morena Clara                  | Magdalena Vallán              | Antagonista            | Venevisión               |
| 1995      | Oro                           | Raquel Santana                | Protagonista           | Canal RCN                |
| 1995      | Tiempos difíciles             | Yolanda                       | Reparto                | Cenpro Televisión        |
| 1996      | El hijo de Nadia              | Toñeta                        | Reparto                | Canal A                  |
| 1996      | La sombra del deseo           | Sandra Mora                   | Coprotagonista         | Caracol Televisión       |
| 1999      | Tabú                          | Alejandra                     | Coprotagonista         | TeVecine                 |
| 1999      | La dama del pantano           | Katia                         | Reparto                | Caracol Televisión       |
| 2000      | La Reina de Queens            | Ángela de Santacoloma         | Reparto                | Caracol Televisión       |
| 2002      | La lectora                    | Patricia                      | Antagonista            | Canal RCN                |
| 2002      | Isabel me la veló             | Ketty León                    | Antagonista            | Canal RCN                |
| 2003      | Retratos                      | Nelsy                         | Reparto                | Canal RCN                |
| 2004      | Las noches de Luciana         | Natividad                     | Coprotagonista         | Canal RCN                |
| 2005      | El baile de la vida           | Clara Ordóñez                 | Protagonista           | Caracol Televisión       |
| 2005      | Por amor a Gloria             | Gladys de Gómez               | Antagonista            | Caracol Televisión       |
| 2006      | Amores de mercado             | Mercedes Martínez             | Coprotagonista         | Telemundo                |
| 2007      | El Zorro: la espada y la rosa | Almudena Sánchez de Moncada   | Reparto                | Telemundo                |
| 2008      | Valentino, el argentino       | Teresa                        | Coprotagonista         | Canal 13                 |
| 2010      | El clon                       | Hilda Pérez                   | Reparto                | Telemundo                |
| 2011      | Amas de casa desesperadas     | Irene Peláez                  | Reparto                | Canal RCN                |
| 2011      | La teacher de inglés          | Mercedes                      | Antagonista            | Caracol Televisión       |
| 2013      | 5 viudas sueltas              | Samantha Palacio              | Protagonista           | Caracol Televisión       |
| 2013      | Mentiras perfectas            |                               | Reparto                | Caracol Televisión       |
| 2015      | Esmeraldas                    | Alcira (adulto)               | Reparto                | Caracol Televisión       |
| 2015      | Se dice de mí                 | Ella misma                    | Invitada Especial      | Caracol Televisión       |
| 2015      | Descárate sin evadir          | Ella misma                    | Invitada Especial      | Canal RCN                |
| 2016      | Las Vega's                    | Yolanda Lozano de Sandoval    | Reparto                | Canal RCN                |
| 2016-2017 | La ley del corazón            | Luisa Fernanda "Lula" Barrera | Aparición especial     | Canal RCN                |
| 2017      | Polvo carnavalero             | Lola 'Loly' María Botero      | Reparto                | Caracol Televisión       |
| 2018      | Loquito por ti                |                               | Reparto                | Caracol Televisión       |
| 2019      | De levante                    | Yolanda                       | Reparto                | Caracol Play             |
| 2019      | Las muñecas de la mafia 2     |                               | Reparto                | Caracol Televisión       |
| 2020      | Operación pacifico            | Madame Véronique              | Reparto                | Telemundo                |
| 2021      | Enfermeras                    |                               | Invitada especial      | Canal RCN                |
| 2021      | Lala's Spa                    | Nelcy                         | Reparto                | Canal RCN                |
| 2025      | MasterChef Celebrity          | Ella misma                    | Participante           | Canal RCN                |
| 2025      | La venganza De Analía         | Villana                       | Participación Especial | Caracol Televisión       |

## Cine
| Año  | Título                               | Personaje      | Director                 | Notas        |
| ---- | ------------------------------------ | -------------- | ------------------------ | ------------ |
| 1999 | Rizo                                 | Shara Goldberg | Julio Sosa Pietri        | Protagonista |
| 2004 | El carro                             | Florina        | Luis Orjuela             | Protagonista |
| 2008 | In fraganti                          |                | Juan Camilo Pinzón       | Reparto      |
| 2023 | El actor, el director y la guionista |                | Dago Garcia Producciones | Reparto      |

## Teatro
| Año       | Título               |
| --------- | -------------------- |
| 1996      | Se necesita un tenor |
| 2013-2019 | Y si me caso qué...? |
| 2014-2020 | In-Fieles            |

## Discografía
Debido a su participación en la telenovela musical El baile de la vida, debutó como cantante, interpretando sencillos originales de la teleserie como "Semilla de Odio", "Veneno" y "Amor prohibido".
| Año  | Sencillo        | Discográfica   |
| ---- | --------------- | -------------- |
| 2005 | Semilla de Odio | Discos Fuentes |
| 2005 | Veneno          | Discos Fuentes |
| 2005 | Amor Prohibido  | Discos Fuentes |

## Premios y nominaciones

### Premios TVyNovelas
| Año  | Categoría               | Telenovela o Serie | Resultado |
| ---- | ----------------------- | ------------------ | --------- |
| 2011 | Mejor actriz de reparto | El clon            | Nominada  |
| 2002 | Mejor actriz antagónica | Isabel me la veló  | Nominada  |